# Sonate pour piano no 1 de Tippett
Pour un article plus général, voir Sonate pour piano.
Pour les articles homonymes, voir Sonate pour piano (homonymie).
La Sonate pour piano no 1 est la première des quatre sonates pour clavier de Michael Tippett. Composée en 1937, elle fut révisée en 1942 et 1954. Son premier titre fut Fantasy-Sonata. Elle est dédiée à Francesca Allinson.

## Structure
1. Allegro
2. Andante tranquillo : Vieille mélodie écossaise Ca'the yowes tae the Knowes
3. Scherzo: Presto
4. Rondo giocoso con moto

Le premier mouvement comprend un thème issu d'une chanson traditionnelle écossaise « Ca' the yowes tae the knowes ». 
La durée d'exécution est d'environ un peu plus de vingt minutes.